# کریماستیستوفیلیا
کریماستیستوفیلیا (انگلیسی: Chremastistophilia) (از ریشه یونانی χρηματιστής chrematistes (به معنای «پول‌دهنده» یا «معامله‌کننده پول») و پسوند - philia) نوعی انحراف جنسی است که به موجب آن برانگیختگی جنسی از مورد دزدی واقع شدن به دست می‌آید. کلپتولاگنیا (تحریک جنسی که از طریق دزدی کردن یا شکستن و ورود به دست می‌آید) برعکس این انحراف جنسی می‌باشد.